# Christian Friedrich Hippius
Christian Friedrich Hippius (* 14. November 1736; † 21. Mai 1824 in Reval) war ein baltendeutscher Kaufmann und Bürgermeister von Reval.

## Leben
Der Vater Christian Heinrich Hippius war Schlossvogt und Oeconomus templi der Domkirche in Reval, die Mutter war Anna Elisabeth, geborene Spiel.
Christian Friedrich Hippius erhielt 1761 das Bürgerrecht der Stadt Reval. Später wurde er Ältermann der Großen Gilde der Stadt. 1797 wurde Hippius Ratsherr, seit 1806 war er dazu auch Kämmerer. 1811 wurde er zu einem der vier Bürgermeister von Reval gewählt, 1813 und 1817 war er deren Präsident (erster Bürgermeister). Christian Friedrich Hippius erhielt den russischen Annenorden II. Klasse und wurde damit in den erblichen Dienstadel erhoben.
Er war mit Anna Margaretha Wilcken, einer Tochter des evangelischen Dorfpfarrers Joachim Nicolaus Wilcken, seit 1761 verheiratet. 